# Jorge Saelzer
Jorge Adolfo Saelzer Balde (Valdivia, 10 de enero de 1902 - Loncoche, 18 de marzo de 1984) fue un médico veterinario, agricultor, dirigente gremial y político chileno de ascendencia alemana. Se desempeñó como diputado de la República en representación de la 21.ª Agrupación Departamental (correspondiente a Temuco, Lautaro, Imperial, Pitrufquén y Villarrica). Luego, ejerció como ministro de Estado —en la cartera de Agricultura— durante primer gabinete del presidente Jorge Alessandri.

## Familia y estudios
Nació en la comuna chilena de Valdivia el 10 de enero de 1902, hijo de Georg Saelzer Boettiger y Emilia Balde Schilling, ambos inmigrantes de origen alemán. Realizó sus estudios primarios en el Colegio Carlos Anwandter de Valdivia y los secundarios en el Internado Nacional Barros Arana de Santiago. Posteriormente, se tituló como médico veterinario en la Universidad de Halle-Wittenberg, en Alemania.
Se casó con la también descendiente alemana Alwine Anwandter Manns, con quien tuvo tres hijas: Elisabeth, Leonor y Laura.

## Carrera profesional
Hizo su práctica en diversas ciudades de ese país europeo, desde 1922 hasta 1924, por ejemplo, en la hacienda Clausdorf ber Varchentin, en Mecklemburgo, en Frisia oriental, Bajo Rhin, y del Elba, Silesia y Prusia oriental.
Al regresar a Chile, fue aprendiz y mayordomo en fundos del sur. Luego se dedicó a la agricultura, y desde 1942, fue propietario del fundo "Parque de Huiscapi". Asimismo, ejerció como presidente del Consorcio Agrícola del Sur y de la Sociedad de Fomento Agrícola de Temuco (Sofo).

## Carrera política
En el ámbito político, fue miembro del Partido Agrario Laborista (PAL) de su país y, representando a esta colectividad, en las elecciones parlamentarias de 1949, fue elegido como diputado por la 21.ª Agrupación Departamental que comprendía a Temuco, Lautaro, Imperial, Pitrufquén y Villarrica (actual Región de La Araucanía), por el periodo legislativo 1949-1953. En su gestión, integró las comisiones de Defensa Nacional, y Agricultura y Colonización.
Posteriormente, el 3 de noviembre de 1958, fue nombrado por el presidente Jorge Alessandri como ministro de Agricultura, cargo que ejerció hasta el 15 de septiembre de 1960, en el contexto de un periodo marcado por la discusión de la reforma agraria.
A continuación, en las elecciones parlamentarias de 1965, fue candidato a senador por la 8.ª Agrupación Provincial de Bío-Bío, Malleco y Cautín, representando al Partido Liberal (PL), pero no fue elegido.
Entre otras actividades, fue presidente de la Federación Nacional de Deportes Ecuestres de Chile. Falleció en la comuna de Loncoche el 18 de marzo de 1984, a los 82 años.

## Historial electoral

### Elecciones parlamentarias de 1965
- Elecciones parlamentarias de 1965, para la 8ª Agrupación Provincial, Bío-Bío, Malleco y Cautín[5]

## Nota
1. ↑  Su nombre original era Georg Adolf Saelzer Balde.